# Swetlina (gmina Topołowgrad)
Swetlina (bułg. Светлина) – wieś w południowej Bułgarii, w obwodzie Chaskowo, w gminie Topołowgrad.
Miejscowość znajduje się 16 km od Topołowgradu. Tendencja populacji jest malejąca i wciąż drastycznie spada. Spowodowane jest to starzeniem się ludności i ujemnym przyrostem naturalnym oraz migracją populacji do innych większych miast takich jak: Stara Zagora, Jamboł czy Płowdiw w poszukiwaniu pracy i emigracją do innych bogatszych państw.